# ديوي براون
ديوي براون (بالإنجليزية: Dewey Brown)‏ هو لاعب غولف أمريكي، ولد في 24 أكتوبر 1899، وتوفي في 22 ديسمبر 1973.